# 国境防衛都市エルヴァスとその要塞群
国境防衛都市エルヴァスとその要塞群（こっきょうぼうえいとしエルヴァスとそのようさいぐん）は、ポルトガルの都市エルヴァスの塁壁に囲まれた歴史地区と周辺の星型要塞などを対象とするUNESCOの世界遺産リスト登録物件である。スペインとの国境にも近い防衛堅固なエルヴァスの建造物群は、17世紀ヨーロッパの国際政治情勢と密接に結びつく軍事建築の発展を伝える物件として、2012年の第36回世界遺産委員会で登録された。

## 歴史
エルヴァスの歴史は古代ローマ時代にまで遡るが、世界遺産の登録対象となる防衛施設群などが形成されるのは、主に17世紀以降のことである。
エルヴァスの町にはレコンキスタ以前に遡る城壁もあったが、多くは取り壊された。世界最大といわれる現在の塁壁で囲まれた防衛施設は1643年以降に建てられたものであり、これはポルトガルがスペインとの同君連合を解消したポルトガル王政復古戦争の時期（1640年 - 1668年）と重なっている。エルヴァスはスペイン、ポルトガルの国境付近の要衝であり、その期間中にあたる1658年と、1711年にスペイン領となったこともあった。しかし、19世紀になるとその戦略上の重要性も薄れ、すでに役割を終えたものと認識されるようになった。1906年には防衛施設群などが国の史跡に指定され、保存や修復の取り組みも行われるようになった。

## 登録経緯
エルヴァスは、コインブラ大学などともに2004年11月26日に世界遺産の暫定リストに記載された。当初の名称は「エルヴァスの要塞群」(Fortifications of Elvas) だった。2010年12月20日に正式な推薦書が世界遺産センターに提出され、世界文化遺産の諮問機関である国際記念物遺跡会議 (ICOMOS) は2011年9月12日から16日に現地調査を行った。推薦書や現地調査を踏まえてICOMOSが出した勧告は「情報照会」で、世界遺産としての顕著な普遍的価値は認めたものの、管理計画などの改善を求めるものだった。
しかし、2012年の第36回世界遺産委員会では、逆転での登録が認められた。ポルトガルの世界遺産の登録はピコ島のブドウ園文化の景観（2004年登録）以来であり、14件目の登録（文化遺産の中では13件目）となった。

### 登録名
世界遺産としての正式登録名は、Garrison Border Town of Elvas and its Fortifications （英語）、
Ville de garnison frontalière d’Elvas et ses fortifications （フランス語）である。その日本語訳は資料によって以下のような違いがある。
- 国境防備の町エルヴァスとその要塞群 - 日本ユネスコ協会連盟[11]
- 国境防衛都市エルバスとその要塞群 - 世界遺産アカデミー[12]
- 国境防衛都市エルヴァスとその要塞 - 谷治正孝[13]
- エルヴァスの国境防護の町とその要塞群 - 古田陽久・古田真美[4]
- エルバスの国境防備都市とその城塞群 - 西和彦[14]
- 防衛線都市エルバスの要塞 - 正井泰夫[15]

## 構成資産
この世界遺産を構成するのは、以下の7件である。
| ID       | 画像 | 構成資産名 | 登録面積 (ha) |
| -------- | --- | --- | ------------- |
| 1367-001 | | アモレイラの水道橋 | 0.8148        |
| 1367-001 | Amoreira Aqueduct | | 0.8148        |
| 1367-001 | アモレイラの水道橋はイベリア半島最長といわれる水道橋で、全長は約7.5kmに及ぶ。1529年から1622年に建てられたこの水道橋を設計したのは、ベレンの塔（ポルトガルの世界遺産、ジェロニモス修道院とともに1983年登録）を手がけたフランシスコ・デ・アルダである。建設のための財源には、王国の水道税があてられた。水道税の導入は、このときが初めてである。「アモレイラ」は水源となっている泉の名前であり、地下構造物の深さ6m、地上の高さ31mの水道橋は、21世紀に入ってもなお現役の水道橋として機能している。                                                                 | |               |
| 1367-002 | | 歴史地区 | 125.4311      |
| 1367-002 | Historic Centre | | 125.4311      |
| 1367-002 | エルヴァスの歴史地区は、ポルトガル王政復古戦争期に建造された塁壁に囲まれている。塁壁の建築技術にはオランダの技術が導入されており、現存する空堀を備えた防衛施設としては世界最大とされている。歴史地区内には軍事目的と結びついた建造物も多く残されており、17世紀から18世紀にかけて建設された兵舎群や、複数の火薬庫が残る。歴史地区の中心をなすレプブリカ広場周辺は16世紀に整備されたもので、当時のマヌエル様式に改築された旧司教座聖堂、ノッサ・セニョーラ・ダ・アスンサオン教会や、ルネサンス様式のノッサ・セニョーラ・ダ・コンソラサオン教会などが近くに残る。 | |               |
| 1367-003 | | サンタ・ルジア要塞と舗装道路 | 19.7116       |
| 1367-003 | Fort of Santa Luzia and the covered way | | 19.7116       |
| 1367-003 | サンタ・ルジア要塞は、1641年から1648年に建設された要塞で、町の南東部に位置している。長方形の要塞に四隅が突き出た塁壁や空堀が備わっており、軍事的役割を終えた現在では、兵舎などが軍事博物館に転用されている。 | |               |
| 1367-004 | | グラサ要塞 | 11.2544       |
| 1367-004 | Fort of Graça | | 11.2544       |
| 1367-004 | グラサ要塞は18世紀半ばに建設された要塞である。その背景にあったのが軍事技術の向上で、大砲の有効射程が伸びる中で先手を打てるようにと町の外に新たに建設されたのがこの要塞である。この要塞の設計には、セバスティアン・ル・プレストル・ド・ヴォーバンの要塞建築が影響している。 | |               |
| 1367-005 | （画像なし） | サン・マメデ小要塞 | 7.9608        |
| 1367-005 | （画像なし） | Fortlet of São Mamede | 7.9608        |
| 1367-005 | （画像なし） | 19世紀初頭、ナポレオン・ボナパルトが率いるフランス帝国の勢力拡大に対する備えとして、エルヴァス周辺に4つの小要塞が建設された。そのうちのサン・フランシスコ小要塞だけは取り壊されたが、残る3つが世界遺産登録対象となっている。サン・マメデ小要塞もそのひとつで、サンタ・ルジア要塞の南東に建設された。 |               |
| 1367-006 | | サン・ペドロ小要塞 | 1.9843        |
| 1367-006 | Fortlet of São Pedro | | 1.9843        |
| 1367-006 | サン・ペドロ小要塞も19世紀初頭の4つの小要塞の一つである。町の南方に建設され、兵舎、火薬庫などが残る。 | |               |
| 1367-007 | （画像なし） | サン・ドミンゴス小要塞 | 12.1989       |
| 1367-007 | （画像なし） | Fortlet of São Domingos | 12.1989       |
| 1367-007 | （画像なし） | サン・ドミンゴス小要塞も19世紀初頭に建てられた。町の西方に位置し、アモレイラの水道橋を守るという任務も帯びていた。 |               |

## 登録基準

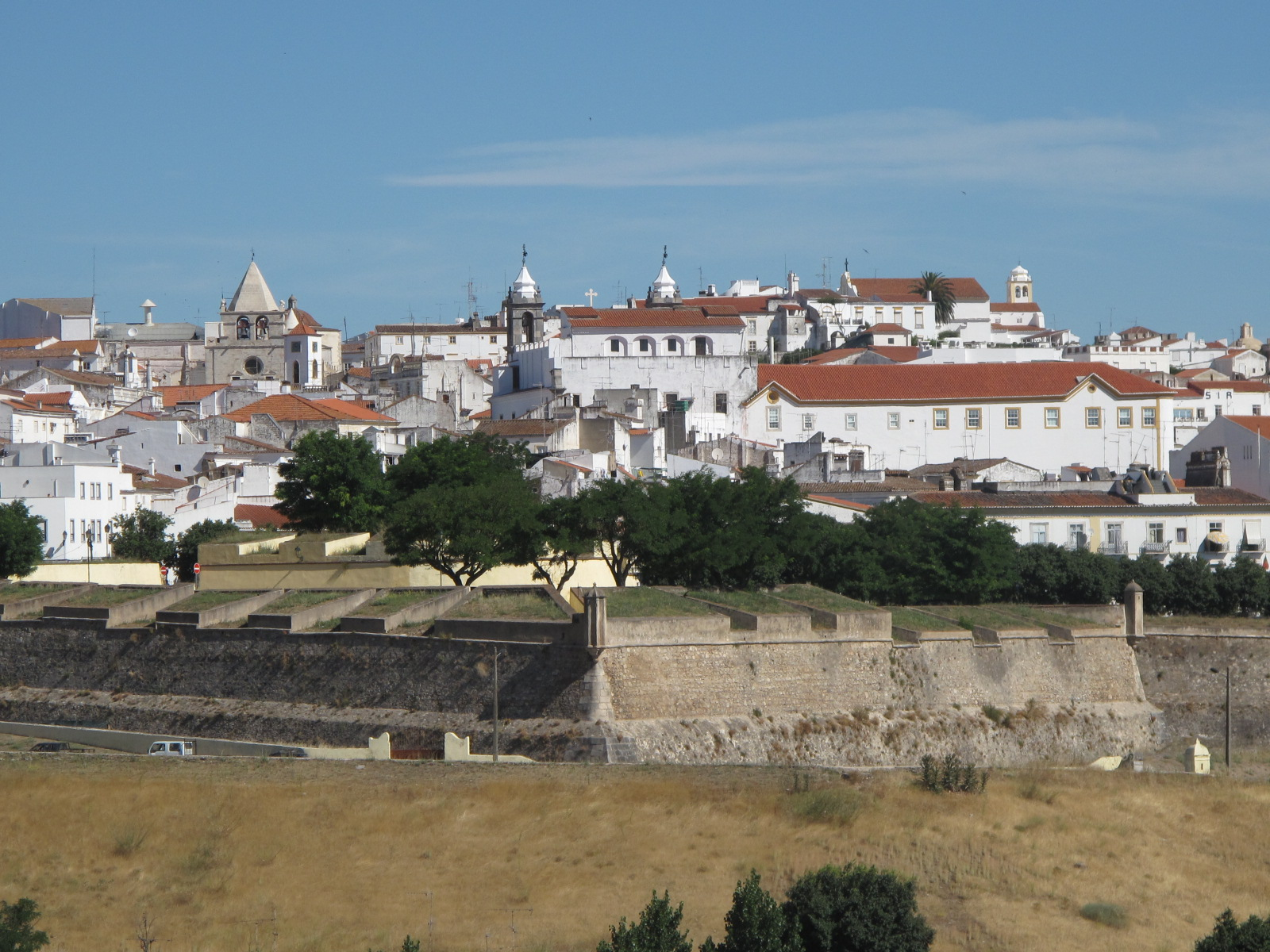
エルヴァスとその防壁

ポルトガル当局は、世界遺産の登録基準のうち、(1)、(2)、(4) に当てはまるとして推薦した。その主たる理由は、世界最大の空堀を備えた防衛施設などが人類の創造的才能を示す優れた建造物であり、保存状態の良好な軍事的景観であるなどとしたものであったが、ICOMOSはそうした点での顕著な普遍的な価値は認めなかった。
しかし、この世界遺産は世界遺産登録基準のうち、以下の条件を満たし、登録された（以下の基準は世界遺産センター公表の登録基準からの翻訳、引用である）。
- (4) 人類の歴史上重要な時代を例証する建築様式、建築物群、技術の集積または景観の優れた例。
  - ポルトガル当局の推薦時点では、専らエルヴァスとその周辺の建築物が優れた軍事建築であるという観点から適用が求められていたが、ICOMOSはその理由では適用できないと否定した。他方でICOMOSは、ヨーロッパ史において重要な画期をなした三十年戦争、そしてそこから派生したポルトガル王政復古戦争は、基準 (4) に述べられている人類史の重要な時代に該当するとし、それとの関連付けによって、適用理由を大幅に書き換えた[25]。
  - そこで、世界遺産委員会の決議では、この基準の適用理由について、「エルヴァスは、17世紀ヨーロッパにおいて勢力の均衡が破れたことに対応して発展した要塞都市、および空堀や塁壁を備えたその防衛機構の顕著な例証である。それゆえに、エルヴァスを16世紀から17世紀のヨーロッパ国民国家が自治や領土に向けた普遍的渇望を代表するものと見ることもできる」[26]と説明された。この説明はICOMOSが勧告書で示していた案とほぼ同じである[25]。